# Regio Twente

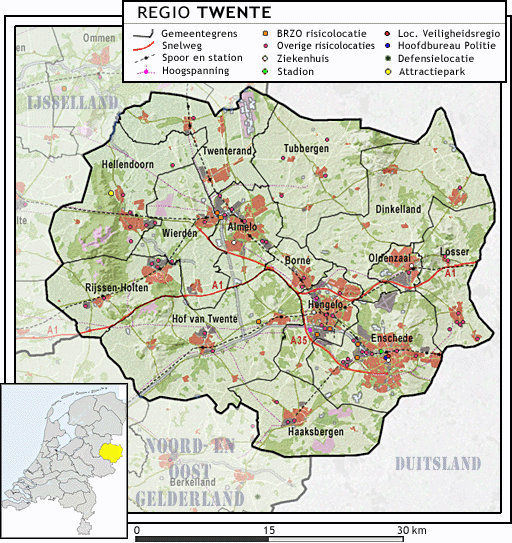
Ligging van (de regio) Twente

Regio Twente was een van de zeven Nederlandse stadsregio's bestaande uit veertien Overijsselse gemeenten met in totaal ongeveer 620.000 inwoners. Van de veertien gemeenten lagen elf volledig in Twente, twee in zowel Twente als Salland (Rijssen-Holten & Twenterand) en één uit Salland (Hellendoorn). Regio Twente is in 1994 opgericht. De regio is als gemeenschappelijke regeling in 2022 opgehouden te bestaan. De wettelijk verplichte samenwerking zoals de GGD is wel gecontinueerd.
De bestuursstructuur had taken en bevoegdheden die haar door de Twentse gemeenten in de gemeenschappelijke regeling en door de wetgever in de Kaderwet bestuur in vernieuwing zijn toegekend. Ze houdt zich daarbij bezig met wonen, werken, mobiliteit, gezondheid, veiligheid, recreatie en toerisme.
Provincie Overijssel heeft de mobiliteitstaken al per 1 januari 2015 van Regio Twente overgenomen.
Openbaar vervoer in de regio Twente werd tot december 2023 uitgevoerd onder de naam Twents, wat daarna RRReis van Arriva Personenvervoer Nederland werd.

## Geschiedenis

### Twenteraad 1969–1977
Op 21 maart 1969 vond de installatie plaats van de Twenteraad. De raad was ingesteld door tweeëntwintig Twentse gemeenten, voor de tijd van maximaal vijf jaar, om het overleg tussen de gemeenten te bevorderen en de bevolking - via getrapte verkiezingen - invloed te geven in de behartiging van de belangen van de streek. De eerste voorzitter, burgemeester Bevers van Borne, pleitte voor een pragmatische aanpak van de samenwerking, die middels informatie en coördinatie moest uitlopen in een werkelijk besturen. In de eerste week van juni daaropvolgend vond de eerste werkvergadering plaats in het stadhuis van Hengelo. De voorzitter ontvouwde een werkprogramma, waarin de doeleinden onder zestien punten werden samengevat. Het eerst punt luidde: “bevordering van regionaal structuurplan, omvattend een zeer concreet beleidsprogramma”, het tweede: “bestrijding van landschapontsiering (autokerkhoven)”, enzovoort. De raad wilde via 'structuurschetsen' komen tot een ontwikkelingsplan voor geheel Twente.

### Gewest Twente 1977–1984
Het bestaan van de Twenteraad liep gelijk op met de landelijke vorming van ideeën omtrent de oprichting van gewesten, die gedurende de jaren zeventig meer en meer actualiteit kregen. In 1977 was het Gewest Twente een feit en de Twenteraad werd een Gewestraad. Na de verkiezingen in 1978 bogen de vijfenvijftig leden zich over de keuze van een drietal bezoldigde bestuurders en over een werkprogramma voor de zittingsperiode. De raad laat weten dat het ambtelijk apparaat van het gewest al onvoldoende is om een zeer klein werkprogramma uit te voeren, maar het Rijk noch de gemeenten willen de bijdrage in de kosten verhogen. De ambitie is echter duidelijk: Twente wil snel een provincie worden, onder meer om het gewest meer financiële armslag te geven. Daartoe wordt ook ingezet op een plan om de verkiezingen in 1982 rechtstreeks te laten verlopen, maar de Gewestraad wordt in oktober van dat jaar weer gewoon door de gemeenteraden verkozen. Op 17 januari 1983 belt minister van Binnenlandse Zaken Rietkerk de Gewest-voorzitter Houben met de mededeling dat het kabinet heeft besloten 'de vorming van een provincie Twente niet te bevorderen', waarbij de belangen van de rest van de provincie en de financiële positie de doorslag hebben gegeven. De onthutsing in politiek Twente is groot. Na nog een vergeefse reddingspoging heft het Gewest Twente zich een jaar later op.

### Regio Twente 1994–2015
In 1994 wordt de Regio Twente opgericht, een gevolg van de Kaderwet bestuur in vernieuwing, die voorzag in de vorming van zeven zogenaamde plusregio's, zijnde regionale openbare lichamen. In 1996 spreken 16 van de 23 gemeenten zich in de Regioraad opnieuw uit voor de vorming van een provincie Twente. Het is een keuze tégen gemeentelijke herindelingen en een keuze vóór behoud van zeggenschap over regionale, bovengemeentelijke taken als vuilverwerking, recreatie- en grondbeleid, die naar het provinciaal bestuur in Zwolle dreigden te gaan. Het kwam er ook ditmaal niet van, het plan verdween al in 1997 van de landelijke politieke agenda. Wel werd in de loop der jaren het aantal gemeenten in Twente gereduceerd tot veertien. In 2005 werd de Kaderwet afgeschaft en de Wet Gemeenschappelijke Regelingen Plus (Wgr+) geïntroduceerd. De Wgr+ stelde samenwerking op het gebied van met name verkeer en vervoer, ruimtelijk-economische planning en grondbeleid verplicht.

### Regio Twente 2016–2022
Met het vervallen van de Wgr+, per 1 januari 2015, kwam er een eind aan die verplichte samenwerking van de gemeenten: de Regioraad werd opgeheven. Op enkele beleidsterreinen bleef samenwerking overigens geboden: veiligheid, publieke gezondheid, de recente decentralisaties, en vergunningverlening en handhaving (regionale uitvoeringsdiensten). Per ultimo 2022 werd de regio opgeheven met uitzondering van de verplichte taken. Onder de naam Samen Twente is de regionale samenwerking voortgezet voor Publieke gezondheid, onder de naam GGD Twente, Jeugdhulp en maatschappelijke ondersteuning, onder de naam Organisatie voor Zorg en Jeugdhulp Twente (OZJT), alsmede het Advies- en meldpunt huiselijk geweld en kindermishandeling, onder de naam Veilig Thuis Twente (VTT).

## Gemeenten
| Gemeenten      | Inwonertal |
| -------------- | ---------- |
| Almelo         | 74.355     |
| Borne          | 24.632     |
| Dinkelland     | 26.741     |
| Enschede       | 161.741    |
| Haaksbergen    | 24.360     |
| Hellendoorn    | 36.271     |
| Hengelo        | 83.051     |
| Hof van Twente | 35.438     |
| Losser         | 23.380     |
| Oldenzaal      | 31.794     |
| Rijssen-Holten | 38.676     |
| Tubbergen      | 21.393     |
| Twenterand     | 34.071     |
| Wierden        | 24.929     |
| Totaal         | 625.840    |

Tot de gemeentelijke herindeling van 2005 maakte ook de Gelderse gemeente Neede onderdeel uit van Regio Twente. De totale oppervlakte omvangt 1503,72 km², dat maakt Regio Twente de grootste stadsregio van Nederland qua oppervlakte.

## Regioraad
De regioraad, het algemeen bestuur, telde 29 zetels. Deze waren verdeeld per gemeente die in de raad vertegenwoordigd worden door twee leden: één uit het college van burgemeester en wethouders en één uit de gemeenteraad. De burgemeester van Enschede is voorzitter en heeft daarom vanuit Enschede een extra lid in de regioraad.

## Dagelijks Bestuur
Het dagelijks bestuur van Regio Twente was verantwoordelijk voor de dagelijkse gang van zaken. Dit wordt gevormd door bestuurders uit de regio met elk hun eigen portefeuille. Het laatste dagelijks bestuur bestond uit:
- Onno van Veldhuizen (Burgemeester Enschede), Voorzitter, Algemene Zaken en Veiligheid
- Johan Coes (Wethouder Hellendoorn), Gezondheid (GGD)
- Rob Welten (Burgemeester Haaksbergen), Bedrijfsvoering
- Jan Bron (Wethouder Hengelo), Mobiliteit
- Pieter van Zwanenburg (Wethouder Hof van Twente), Economie en Arbeidsmarkt
- Hans van Agteren (Wethouder Enschede), Vrijetijdseconomie
- Michael Sijbom (Burgemeester Losser), Milieu, afval en duurzaamheid

## Afschaffing
Uitgangspunt van het kabinet is een bestuurlijke inrichting die bestaat uit twee niveaus van algemeen bestuur onder het Rijk. In een dergelijke benadering pasten volgens het kabinet geen blijvende, naar een zelfstandige bestuurslaag op bovenlokaal niveau tenderende Wgr-plusregio’s. Ze zijn per 1 januari 2015 afgeschaft. Dat maakte een einde  aan de verplichte samenwerking in de acht Wgr-plusregio’s en het rechtstreeks toedelen van taken aan deze regio's. Vrijwillige samenwerking is uiteraard nog steeds mogelijk, want die doet geen afbreuk aan het uitgangspunt dat er drie bestuurslagen van algemeen bestuur zijn. Logische conclusie was dan ook de opheffing voor de niet verplichte taken door opheffing van de regio.